# Dacus brunnalis
Dacus brunnalis är en tvåvingeart som beskrevs av White och Goodger 2009. Dacus brunnalis ingår i släktet Dacus och familjen borrflugor.
Artens utbredningsområde är Kamerun. Inga underarter finns listade i Catalogue of Life.